# 安妮塔·德赛
安妮塔·德赛（Anita Desai，1937年6月24日—）是印度小说家和麻省理工学院教授。曾经三次入围布克奖。1978年她凭借小说《山火》获得印度国家文学院Sahitya Akademi奖。又因小说《The work Village village》获得英国卫报奖。

## 早年生活
1937年Anita Mazumdar出生于印度穆索里，母亲是德国人，父亲是孟加拉商人。
她在家说孟加拉语，乌尔都语和印地语，在外说英语。然而，她直到成年后才去德国。她第一次在学校里学会了用英语读写，结果，英语成了她的“文学语言”。她七岁开始用英语写作，并在九岁时发表了她的第一个故事。
她是德里玛丽女王高中的学生，1957年在德里大学米兰达学院获得英国文学学士学位。第二年，她与一位计算机软件公司的董事Ashvin Desai结婚。
他们有四个孩子，包括布克奖获奖小说家基兰·德塞。她的孩子们周末被带到Thul（阿利巴格附近），德赛在那里创作了她的小说《The Village by the Sea》。这部作品赢得了1983年卫报儿童小说奖，这是一个由英国儿童作家小组评判的图书奖。

## 职业生涯
德赛于1963年出版了她的第一部小说《哭泣的孔雀》（Cry The Peacock）。她认为《白日悠光》（1980年）是她最具自传性质的作品，因为它是在她成年时以及在她成长的同一地区创作的。
1984年，她出版了《In Custody》 - 关于一位乌尔都语诗人在他衰落的日子里的故事 - 这部小说入围布克奖。1993年，她成为麻省理工学院的创意写作教师。
1999年布克奖决赛小说《Fasting Feasting》增加了她的知名度。她的小说《The Zigzag Way》创作于20世纪的墨西哥，于2004年出版，她最新的短篇小说集《失踪的艺术家》于2011年出版。
德赛曾任教于曼荷莲学院，紐約市立大學柏魯克分校和史密斯學院。她是皇家文學學會，美国艺术暨文学学会和剑桥大学格顿学院的院士。

## 电影
1993年，她的小说《In Custody》由改编成一部同名英文电影，由执导，并由Shahrukh Husain编剧。电影赢得1994年印度國家電影獎。

## 作品[1]
- The Artist of Disappearance (2011)
- The Zigzag Way（英语：The Zigzag Way） (2004)
- Diamond Dust and Other Stories (2000)
- Fasting, Feasting（英语：Fasting, Feasting） (1999)
- Journey to Ithaca（英语：Journey to Ithaca） (1995)
- Baumgartner's Bombay (1988)
- In Custody（英语：In Custody (novel)） (1984)
- The Village by the Sea（英语：The Village by the Sea） (1982)
- Clear Light of Day（英语：Clear Light of Day） (1980)
- Games at Twilight (1978)
- Fire on the Mountain (1977)
- Cat on a Houseboat (1976)
- Where Shall We Go This Summer? (1975)
- The Peacock Garden (1974)
- Bye-bye Blackbird (1971)
- Voices in the City (1965)
- Cry, The Peacock (1963)